# اسین
اسین (به فرانسوی: Acigné) یک کمون در فرانسه است که در Canton of Cesson-Sévigné واقع شده‌است.

## خصوصیات
اسین ۲۹٫۵۵ کیلومترمربع مساحت و ۶٬۱۶۷ نفر جمعیت دارد.